# سوردايلوس
بلدية سوردايلوس (بالإسبانية: Sordillos)‏، هي إحدى بلديات مقاطعة برغش، التي تقع في منطقة قشتالة وليون، والتي تقع في شمال غرب إسبانيا.
يبلغ عدد سكانها 31 نسمة وفقًا لإحصائية سنة (2002).